# 青少年犯罪
青少年犯罪（英語：juvenile delinquency），又稱少年非行、未成年人犯罪，是指未成年人從事違反法律的行為，是各地常見的社會問題之一。大部份國家地區的法律對未成年人的犯罪行為有特別規定，如中華民國有專門針對未成年人的刑事專法《少年事件處理法》，而非以普通刑法直接審理未成年人犯罪案件。青少年犯罪的刑罰通常會有一定的減免，但部份地區如香港則規定在未成年人的若觸犯嚴重罪行（如謀殺等）將需以普通法律作規範，與成年人同罪。上海為预防未成年人犯罪，於2022年3月1日起施行《上海市预防未成年人犯罪条例》。